# Wilfrido Vinces
Wilfrido Vinces (* Manta, Ecuador, 5 de diciembre de 1983). es un futbolista ecuatoriano que juega de delantero en el Colón Fútbol Club de la Serie B de Ecuador.

## Clubes
| Club                  | País    | Año       |
| --------------------- | ------- | --------- |
| Manta Fútbol Club     | Ecuador | 2000-2004 |
| Deportivo Quito       | Ecuador | 2005-2008 |
| Olmedo                | Ecuador | 2009      |
| Manta Fútbol Club     | Ecuador | 2010      |
| Liga de Portoviejo    | Ecuador | 2011      |
| Técnico Universitario | Ecuador | 2012-2015 |
| Colón Fútbol Club     | Ecuador | 2016-     |

Águilas de santo domingo
|Ecuador
|2017-|}

## Palmarés
| Título             | Club                  | País    | Año  |
| ------------------ | --------------------- | ------- | ---- |
| Serie A de Ecuador | Deportivo Quito       | Ecuador | 2008 |
| Serie B de Ecuador | Técnico Universitario | Ecuador | 2011 |